# Finansministeriet (Storbritannien)
 For alternative betydninger, se Finansministeriet (flertydig).
Storbritanniens finansministerium (His Majesty's Treasury) er et ministerielt departement, der har ansvaret for at udvikle og udføre den britiske regerings finanspolitik og økonomiske politik. Finansministeriet administrerer også COINS-databasen, der indeholder en detaljeret liste over samtlige departementers udgifter.
Premierministeren er First Lord of the Treasury. Dermed er han den formelle leder af finansministeriet. Finansministeren er den daglige leder. Han har titlerne Chancellor of the Exchequer og Second Lord of the Treasury.